# Frontalia tonnoiri
Frontalia tonnoiri är en tvåvingeart som beskrevs av Paramonov 1958. Frontalia tonnoiri ingår i släktet Frontalia och familjen Pyrgotidae. Inga underarter finns listade i Catalogue of Life.